# Ибрагимхалилова, Гариба Сулейман кызы
Гариба Сулейман кызы Ибрагимхалилова (в замужестве — Исмаилова, азерб. Qəribə Süleyman qızı İbrahimxəlilova; род. 3 марта 1929, Нухинский уезд) — советский азербайджанский табаковод, Герой Социалистического Труда (1950).

## Биография
Родилась 3 марта 1929 года в селе Орта-Зейзит Нухинского уезда Азербайджанской ССР (ныне Шекинский район).
С 1947 по 1953 год звеньевая колхоза имени Ленина Нухинского района. В 1949 году получила урожай табака сорта «Трапезонд» 25,9 центнера с гектара на площади 3 гектара.
Указом Президиума Верховного Совета СССР от 17 июня 1950 года за получение высоких урожаев табака в 1949 году Ибрагимхалиловой Гарибе Сулейман кызы присвоено звание Героя Социалистического Труда с вручением ордена Ленина и золотой медали «Серп и Молот».
Активно участвовала в общественной жизни Азербайджана. Депутат Верховного Совета Азербайджанской ССР 5-го созыва.
С 2000 года гражданка Российской Федерации. Сначала проживала в Тимирязевском районе, сейчас же проживает в районе Очаково-Матвеево города Москва.